# 施南德
施南德 （英語：Kevin Sneader, 1966年—)是一位加拿大裔英国企业家，中文名叫施南德。

## 生平
1966年出生于加拿大的一个犹太家族，成长于英国格拉斯哥。父亲是斯特拉斯克莱德大学化学教授，母亲是一家犹太护理学校的教师。毕业于格拉斯哥大学和哈佛商学院。1989年加入麦肯锡伦敦分公司。后升任英国及爱尔兰公司董事长，2014年就任亚洲区董事长。2018年7月接替鲍达民担任麦肯锡全球总裁。

## 家庭
常驻香港，和妻子及两个女儿。